# Agnès Pannier-Runacher
Agnès Pannier-Runacher (ur. 19 czerwca 1974 w Paryżu) – francuska polityk, urzędniczka państwowa i menedżer, sekretarz stanu, minister delegowany, w latach 2022–2024 minister transformacji energetycznej, w 2024 minister transformacji ekologicznej, energii, klimatu i zapobiegania zagrożeniom, od 2024 minister transformacji ekologicznej, różnorodności biologicznej, leśnictwa, spraw morskich i rybołówstwa.

## Życiorys
Absolwentka HEC Paris, ukończyła także Instytut Nauk Politycznych w Paryżu oraz École nationale d’administration. W 2000 została urzędniczką w głównej inspekcji finansowej IGF. W latach 2003–2006 kierowała gabinetem dyrektora generalnego „Assistance publique – Hôpitaux de Paris”, instytucji zarządzającej siecią paryskich szpitali. Następnie do 2008 był zastępczynią dyrektora instytucji finansowej Caisse des dépôts et consignations, odpowiadała za finanse i strategię. W 2008 brała udział w organizacji funduszu inwestycyjnego Fonds stratégique d'investissement, weszła w skład jego komitetu wykonawczego. Przeszła później do sektora prywatnego. W latach 2011–2013 zajmowała dyrektorskie stanowisko w przedsiębiorstwie z branży samochodowej Faurecia. Później była zastępczynią dyrektora generalnego operatora ośrodków narciarskich Compagnie des Alpes.
Zaangażowała się w działalność polityczną w ramach ugrupowania La République en marche. W 2020 dołączyła również do stowarzyszonej z LREM partii Territoires de progrès skupiającej lewicowych stronników Emmanuela Macrona.
W październiku 2018 w drugim rządzie Édouarda Philippe’a została sekretarzem stanu przy ministrze gospodarki i finansów. W lipcu 2020 w nowo utworzonym gabinecie Jeana Castex powołana na stanowisko ministra delegowanego do spraw przemysłu (przy ministrze gospodarki, finansów i odnowy gospodarczej). W maju 2022 objęła urząd ministra transformacji energetycznej w rządzie Élisabeth Borne. Utrzymała tę funkcję także przy rekonstrukcji gabinetu z lipca 2022. Zakończyła urzędowanie w styczniu 2024. Powróciła do administracji rządowej w następnym miesiącu; w gabinecie Gabriela Attala objęła wówczas funkcję ministra delegowanego przy ministrze rolnictwa i suwerenności żywnościowej.
W wyborach w 2024 uzyskała mandat deputowanej do Zgromadzenia Narodowego. We wrześniu tegoż roku powołana na ministra transformacji ekologicznej, energii, klimatu i zapobiegania zagrożeniom w rządzie Michela Barniera. W grudniu 2024 została natomiast ministrem transformacji ekologicznej, różnorodności biologicznej, leśnictwa, spraw morskich i rybołówstwa w gabinecie François Bayrou.

## Odznaczenia
- Legia Honorowa V klasy (2014)[12]
- Order Zasługi Morskiej I klasy (z urzędu, 2024)[13]